# Make Your Eyes Behave
Make Your Eyes Behave è un cortometraggio muto del 1917 diretto da Arthur D. Hotaling (Arthur D. Hotaling) e prodotto dalla Essanay di Chicago.

## Produzione
Il film fu prodotto dalla Essanay Film Manufacturing Company.

## Distribuzione
Distribuito dalla General Film Company, il film - un cortometraggio di una bobina - uscì nelle sale cinematografiche USA il 15 dicembre 1918.